# Aus den sieben Tagen

Aus den sieben Tagen (Des sept jours) est un ensemble de quinze compositions de Karlheinz Stockhausen écrites en mai 1968 en réaction à une crise personnelle et caractérisées par la « musique intuitive » plutôt que produite par l'intellect de l'interprète. C'est l'œuvre numéro 26 dans le catalogue du compositeur.
Souvent considérés comme des exercices de méditation, tous ces textes sauf deux décrivent en mots des événements musicaux spécifiques. L'approche de Stockhausen demeure essentiellement sérielle.
Les quinze morceaux sont :
1. Richtige Dauern (Bonne durée), pour à peu près 4 joueurs
2. Unbegrenzt (Illimité), pour ensemble
3. Verbindung (Connexion), pour ensemble
4. Treffpunkt (Point de rencontre), pour ensemble
5. Nachtmusik (Musique de nuit), pour ensemble
6. Abwärts (Vers le bas), pour ensemble
7. Aufwärts (Vers le haut), pour ensemble
8. Oben und Unten (En haut et en bas), théâtre, pour un homme, une femme, un enfant, et 4 musiciens
9. Intensität (Intensité), pour ensemble
10. Setz die Segel zur Sonne (Faites voile vers le soleil), pour ensemble
11. Kommunion (Communion), pour ensemble
12. Litanei (Litanie), pour narrateur ou chœur
13. Es (Ça), pour ensemble
14. Goldstaub (Poussière d'or), pour ensemble
15. Ankunft (Arrivée), pour narrateur ou chœur parlé